# Malta (Rzeżyca)
Malta (pol. hist. Małta) – wieś na Łotwie, w novadsie Rzeżyca, nad rzeką Malta, siedziba administracyjna pagastu Malta. W 2009 roku liczyła 2811 mieszkańców. Miejscowość leży 20 km na południe od Rzeżycy, na płaskiej i mało urozmaiconej przestrzeni, 149 m n.p.m. 

## Historia
W XIX wieku administracyjnie należała do powiatu rzeżyckiego w guberni witebskiej.
W przeszłości wieś była własnością rodziny Ryków, później Janowskich. Należała do parafii preźmieńskiej; pod koniec XIX wieku zamieszkane przez około sto osób, głównie Żydów, którzy mieli tu swój dom modlitwy.
Była tu również siedziba majątku Rozentowo (Rezentów)), w XVIII i XIX wieku we władaniu rodziny Bohomolców. Majątek Rozentowo został opisany w 3. tomie Dziejów rezydencji na dawnych kresach Rzeczypospolitej Romana Aftanazego.
Od 1860 znajduje tu się stacja kolejowa Malta, położona na linii dawnej Kolei Warszawsko-Petersburskiej.